# (23448) 1988 BG
1988 بي جي (ويعرف أيضًا باسم (23448) 1988 بي جي وفق تسمية الكوكب الصغير) (بالإنجليزية: 1988 BG)‏ هو كويكب ضمن حزام الكويكبات؛ وترتيبه 23448 من حيث الاكتشاف.
اكتُشف هذا الجُرم الفلكي بواسطة Kazuro Watanabe ‏ في 18 يناير 1988.

## وصلات خارجية
- (23448) 1988 BG في قاعدة بيانات مختبر الدفع النفاث لأجرام النظام الشمسي الصغيرة

- الاكتشاف · مخطط المدار ·  العناصر المدارية · المعلمات المادية

- (23448) 1988 BG على موقع ويكي سكاي: DSS2, SDSS, GALEX, IRAS, Hydrogen α, X-Ray, Astrophoto, Sky Map, Articles and images